# Moeller
Moeller este o companie specializată în producerea și furnizarea de echipamente electrice din Germania.
La șfârșitul anului 2005, grupul avea afaceri de aproximativ un miliard de euro și peste 8.000 de angajați.
În toamna anului 2005, pachetul majoritar al grupului Moeller a fost achiziționat de către fondul de investiții Doughty Hanson & Co.
În iulie 2008, grupul Moeller fost achiziționat de concernul american Eaton.

## Moeller în România
Compania a intrat în România în anul 1997 cu structuri de vânzări, iar din 2001 a devenit producător local odată cu deschiderea propriei fabrici la Baia Mare.
Activitățile pe piața locală se desfășoară prin intermediul a nouă birouri situate în Bacău, Brașov, Baia Mare, Constanța, Craiova, Iași, Cluj, Sibiu și Timișoara.
Sediul central al companiei este în București.

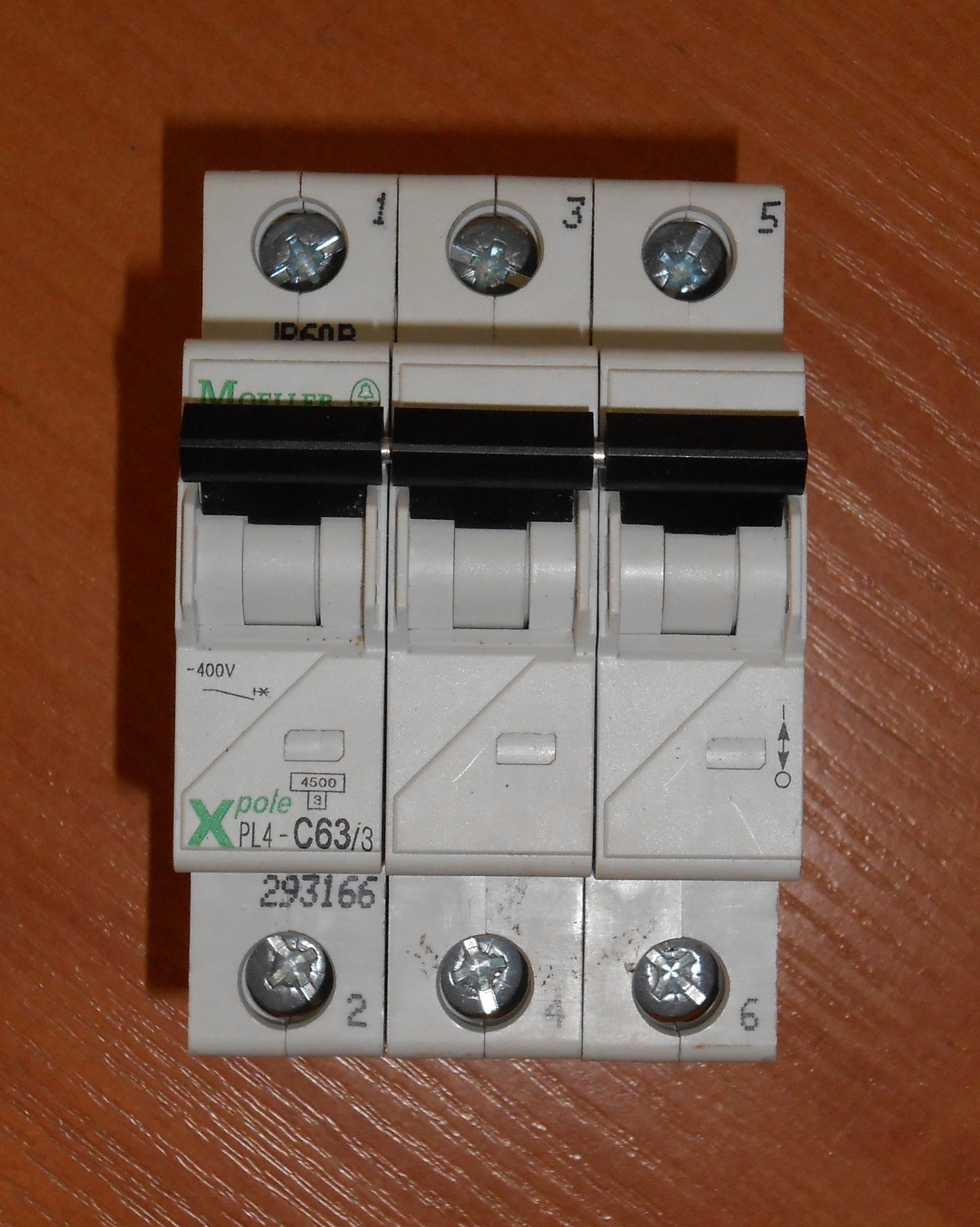

Compania este activă prin intermediul a două companii locale - Moeller Electric SRL, pe partea de vânzări, respectiv Moeller Electro Producție SRL, pe partea de producție, care operează fabrica de la Baia Mare.
Număr de angajați în 2006: 1.800
Cifra de afaceri Moeller Electric:
- 2007: 37,8 milioane euro [3][4]
- 2003: 9,6 milioane euro [1]

Cifra de afaceri Moeller Electro Producție:
- 2008: 200 milioane euro [3]